# Relações entre Coreia do Norte e Coreia do Sul

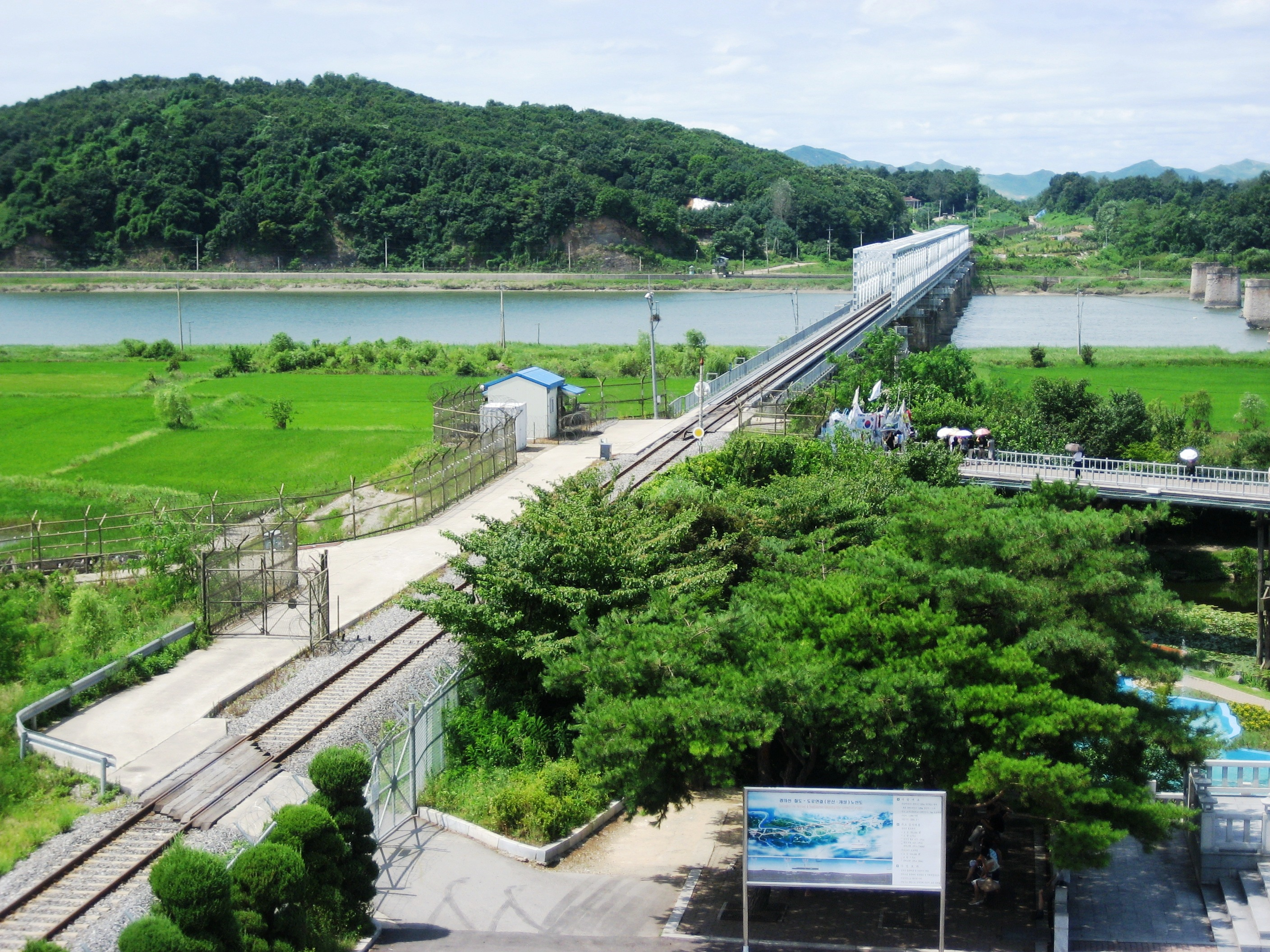
Imagem da Zona Desmilitarizada da Coreia, a fronteira mais custódia do mundo.

As relações entre Coreia do Norte e Coreia do Sul são as relações diplomáticas estabelecidas entre a República Democrática Popular da Coreia e a República da Coreia. Estas relações são bastante conturbadas, e diversos incidentes graves já ocorreram entre ambos países. A Coreia do Norte e a Coreia do Sul vivem em estado de tensão desde a Guerra da Coreia, conflito ocorrido em meio ao contexto da Guerra Fria.
Atualmente, a Coreia do Sul e a Coreia do Norte reclamam sua soberania sobre toda a península da Coreia e suas ilhas periféricas. Por trás das suas hostilidades que se presentaram durante a Guerra da Coreia (1950-1953), as duas Coreias firmaram um armistício, mas nunca chegaram a assinar um acordo de paz. Em 4 de outubro de 2007, Roh Moo-hyun e o líder norte-coreano Kim Jong-Il firmaram um acordo de oito pontos sobre as questões de paz permanente, conversas de alto nível, cooperação econômica, renovação dos serviços aéreos, ferroviários e carreteiros, além de formar uma única delegação olímpica.
Apesar da política solidária e dos esforços de reconciliação, o progresso foi complicado pelas provas de mísseis na Coreia do Norte, em 1998, 2003, 2006 e 2009. A princípios de 2009, as relações entre os dois países eram tensas; informou-se que os norte-coreanos lançaram vários mísseis, rompendo os acordos anteriores. além de que a Coreia do Norte ameaçou a Coreia do Sul e os Estados Unidos para não interferirem no processo do lançamento de um satélite que haviam planejado. Depois de vários conflitos mal-entendidos e um naufrágio (afundamento) de um navio sul-coreano em março de 2010, o "clima" entre as duas nações voltou a ser tenso. Por meio da intervenção de outros países e organismos internacionais, ambas as Coreias se dizem prontas para uma guerra. Em 2010, as Coreias do Norte e do Sul todavia se encontram tecnicamente em guerra e compartilham a fronteira mais fortificada do mundo.
Recentemente,ambas as Coreias retomaram o diálogo, depois de dois anos de corte das conversas ocorridas em 2016, no início do ano de 2018 as Coreias retomaram o diálogo diplomático, dentre as conversas, a ida de uma comitiva norte-coreana aos jogos olímpicos de invernos que foram realizadas na Coreia do Sul.

## História

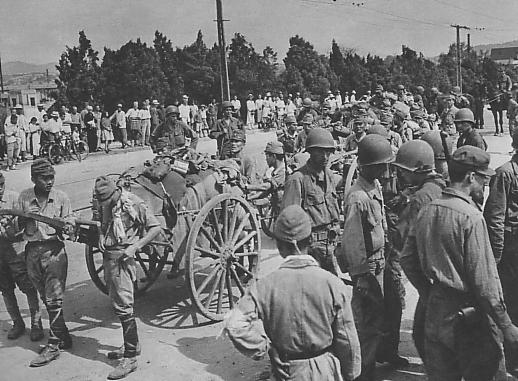
Retirada das tropas japonesas da Coreia, em 1945.

### Divisão da península
Após a derrota do Japão na Segunda Guerra Mundial, e o subsequente término da ocupação japonesa da Coreia, a península coreana foi ocupada pela União Soviética ao norte e pelos Estados Unidos ao sul. A linha de demarcação entre ambos foi definida como sendo o Paralelo 38 N.
A história sul-coreana começa com a divisão da península coreana em 1945. Um governo civil é estabelecido em 1948, início da Primeira República da Coreia do Sul. Syngman Rhee se torna o primeiro presidente.
A Coreia do Norte foi proclamada em 11 de setembro de 1948, sob a supervisão das forças de ocupação soviéticas. Os soviéticos queriam no poder os comunistas coreanos, que passaram os anos de guerra na União Soviética, ao invés do Partido dos Trabalhadores da Coreia. Kim Il-sung é nomeado chefe do Comitê Popular da Coreia do Norte, em fevereiro de 1946. Kim tornou-se então o primeiro-ministro, cargo que ocupou até 1972, antes de se tornar presidente.

### Bombardeio de Yeonpyeong

Mapa detalhando como ocorreu o incidente em Yeonpyeong.

O bombardeio de Yeonpyeong foi um engajamento de artilharia entre a Coreia do Norte e as forças militares da Coreia do Sul estacionadas na ilha de Yeonpyeong, em 23 de novembro de 2010. Após um exercício regular de artilharia sul-coreano em águas no sul, as forças militares norte-coreanas dispararam cerca de 170 projéteis de artilharia e foguetes na ilha, atingindo alvos civis e militares. O bombardeio causou danos generalizados na ilha, matando quatro sul-coreanos e ferindo 19. A Coreia do Sul retaliou bombardeando posições de armas norte-coreanas. Os norte-coreanos posteriormente afirmaram que haviam respondido aos projéteis sul-coreanos disparados em águas territoriais da Coreia do Norte. O incidente causou uma escalada da tensão na Península Coreana e provocou a condenação internacional generalizada das ações da Coreia do Norte.